# هيرومان
هيرومان (بالإنجليزية: HIROMAN)‏ هي سلسلة مانغا يابانية من تأليف ستان لي
ورسم تامون أوتا، مقتبسة من مارفل، نشرت من قبل سكوير إنكس في مجلة شونن غانغان الشهرية، منذ 12 اغسطس عام 2009 حتى 12 أكتوبر عام 2011،  وتم تجمع فصول المانغا في 5 مجلدات تانكوبون. أنتجت إلى مسلسل أنمي تلفزيوني من قبل استوديو بونز، عرض في 1 أبريل عام 2010 واستمر عرضه حتى 23 سبتمبر عام 2010، وتكون من 26 حلقة.

## القصة
تدور أحداث القصة عن جوي هو فتى أمريكي يتيم يعيش مع جدته، ويعمل في مطعم في الساحل الغربي للولايات المتحدة. أثناء الذهابه إلى المدرسة سمع عن لعبة روبوت جديدة تسمى هيبو، يعتقد جوي أن الحصول على واحدة سيجعل حياته أفضل، ويحوله إلى بطل لحماية أصدقائه وعائلته. لكن هو لا يستطيع شراءها براتبه القليل. تتغير حياته عندما يجد روبوت هيبو معطل تركه أحد المتنمرين في المدرسة. يحاول جوي إصلاحه ويطلق عليه اسم هيرومان لكن لم يحالفه الحظ في تشغيله. لكن عندما تضربه صاعقة برق غريبة، فإنه يتحول إلى روبوت عملاق، في الوقت المناسب وينقذ صديقته لينا من الخطر.

## الشخصيات

### الشخصيات الرئيسية
جوزيف كارتر جونز/ جوي (باليابانية: ジョセフ・カーター・“ジョーイ”・ジョーンズ، بالروماجي: Josefu Kātā "Jōi" Jōnzu)
أداء صوتي: ميكاكو كوماتسو
هيرومان (باليابانية: ヒーローマン، بالروماجي: Hīrōman)
أداء صوتي: ريوتا تاكيوتشي
سيمون كاينا / ساي (باليابانية: サイモン・“サイ”・カイナ، بالروماجي: Saimon "Sai" Kaina)
أداء صوتي: ريوهيه كيمورا
لينا ديفيس (باليابانية: リナ・デイヴィス، بالروماجي: Rina Deivisu)
أداء صوتي: مايو أوباتا
البروفيسور ماثيو دينتون (باليابانية: マシュー・“教授”・デントン، بالروماجي: Mashū "Kyōju" Denton)
أداء صوتي: تشو

### عائلة جوي
فرجينيا جونز / الجدة (باليابانية: バージニア・“おばあちゃん”・ジョーンズ، بالروماجي: Bājinia "Obaachan" Jōnzu)
أداء صوتي: سومي ساكاي ‏
هولي فيرجينيا جونز (باليابانية: ホリー・バージニア・ジョーンズ، بالروماجي: Horī Bājinia Jōnzu)
أداء صوتي: أريسا أوغاساوارا
بريان كارتر جونز (باليابانية: ブライアン・カーター・ジョーンズ، بالروماجي: Buraian Kātā Jōnzu)
أداء صوتي: تيشو غيندا
كاثرين ماي جونز (باليابانية: キャサリン・メイ・ジョーンズ، بالروماجي: Kyasarin Mei Jōnzu)
أداء صوتي: ساتسوكي يوكينو

### شخصيات أخرى
ويليام ديفيس / ويل (باليابانية: ウイリアム・“ウィル”・デイヴィス، بالروماجي: Uiriamu "Wiru" Deivisu)
أداء صوتي: ماكوتو ياسومورا
نيكولاس دي كارلو / نيك (باليابانية: ニコラス・“ニック”・デ・カルロ، بالروماجي: Nikorasu "Nikku" De Karuro)
أداء صوتي: أكيو سوياما
فيرا كولينز (باليابانية: ヴェラ・コリンズ، بالروماجي: Vera Korinzu)
أداء صوتي: ناومي شيندو
هيلي (باليابانية: ヒリー، بالروماجي: Hirī)
أداء صوتي: كاتسومي تشو
ستان (باليابانية: スタン، بالروماجي: Sutan)
أداء صوتي: أتسوشي إي [الإنجليزية]
والد لينا (باليابانية: リナのパパ، بالروماجي: Rina no Papa)
أداء صوتي: كوجي إيشي
غوغور (باليابانية: ゴゴール، بالروماجي: Gogōru)
أداء صوتي: أونشو إيشيزوكا
جنود سكروغ (باليابانية: スクラッグ兵، بالروماجي: Sukuraggu Hei)
أداء صوتي: جون كونو [الإنجليزية]
عامل سكروغ (باليابانية: スクラッグオペレーター، بالروماجي: Sukuraggu Operētā)
أداء صوتي: ريوتا تاكيوتشي
دكتور مينامي (باليابانية: ドクターミナミ، بالروماجي: Dokutā Minami)
أداء صوتي: ياسونوري ماتسموتو
أمانوريش (باليابانية: アマノリッヒ، بالروماجي: Amanorihhi)
أداء صوتي: أنري ماتسو
ستاليون (باليابانية: スタリオン، بالروماجي: Sutarion)
أداء صوتي:  ماسافومي كيمورا
فيرونيكا (باليابانية: ヴェロニカ، بالروماجي: Veronika)
أداء صوتي: غي ريوكو
أكسل هيوز (باليابانية: アクセル・ヒューズ، بالروماجي: Akuseru Hyūzu)
أداء صوتي: هيروكي توتشي
الرئيس (باليابانية: 大統領، بالروماجي: Daitōryō)
أداء صوتي: بين ساساكي
واتكينز (باليابانية: ワトキンス، بالروماجي: Watokins)
أداء صوتي: يوسكي أكيموتو
إيلمر هوارد (باليابانية: エルマー・ハワード، بالروماجي: Erumā Hawādo)
أداء صوتي: هيروفومي نوجيما
كيشا جاكسون (باليابانية: キーシャ・ジャクソン، بالروماجي: Kīsha Jakuson)
أداء صوتي: إيري مياجيما [الإنجليزية]
ليو (باليابانية: レオ، بالروماجي: Reo)
أداء صوتي: كوهجي هيواتاري

## وصلات خارجية
- هيرومان نسخة محفوظة 2010-04-06 على موقع واي باك مشين. على موقع شونن غانغان الشهرية باللغة اليابانية
- هيرومان نسخة محفوظة 2010-04-02 على موقع واي باك مشين. على موقع تلفزيون طوكيو باللغة اليابانية
- موقع الأنمي الرسمي باللغة اليابانية
- هيرومان على موقع ANN manga (الإنجليزية)